# Marguerite Churchill
Marguerite Churchill est une actrice américaine, née le 25 décembre 1910 à Kansas City (Missouri), et morte le 9 janvier 2000 à Broken Arrow (Oklahoma).

## Biographie
Marguerite Churchill débute en 1929 au cinéma et, jusqu’en 1936, elle joue notamment dans La Piste des géants (1930) de Raoul Walsh, où John Wayne trouve son premier grand rôle, et Le Mort qui marche (1936) de Michael Curtiz. Elle tourne entre autres sous la direction des réalisateurs Frank Borzage et John Ford.
En 1933, elle épouse l’acteur George O'Brien (1899-1985) ; ils ont deux enfants. Après leur divorce, elle tente un retour éphémère sur les écrans au début des années 1950.

## Filmographie

### Cinéma
- 1929 : Je suis un assassin (The Valiant) de William K. Howard : Mary Douglas
- 1929 : The Diplomats de Norman Taurog
- 1929 : Furnace Trouble (court métrage) de James Parrott
- 1929 : Pleasure Crazed de Donald Gallaher et Charles Klein : Nora Westby
- 1929 : Ils voulaient voir Paris (They Had to See Paris) de Frank Borzage : Opal Peters
- 1929 : Seven Faces de Berthold Viertel : Helene Berthelot
- 1930 : Harmony at Home de Hamilton MacFadden : Louise Haller
- 1930 : Born Reckless de John Ford et Andrew Bennison (en) : Rosa Beretti
- 1930 : Good Intentions de William K. Howard : Helen Rankin
- 1930 : La Piste des géants (The Big Trail) de Raoul Walsh : Ruth Cameron
- 1931 : Girls Demand Excitement de Seymour Felix : Miriam
- 1931 : Charlie Chan Carries On de Hamilton MacFadden : Pamela Potter
- 1931 : Fortunes rapides (Quick Millions) de Rowland Brown : Dorothy Stone
- 1931 : Riders of the Purple Sage (en) de Hamilton MacFadden : Jane Withersteen
- 1931 : Ambassador Bill de Sam Taylor : Queen Vanya
- 1932 : Forgotten Commandments de Louis J. Gasnier et William Schorr : Marya Ossipoff
- 1933 : Girl Without a Room (en) de Ralph Murphy : Kay Loring
- 1935 : Without Children de William Nigh : Sue Cole
- 1935 : Speed Devils (en) de Joseph Henabery : Pat Corey
- 1936 : Man Hunt de William Clemens : Jane Carpenter
- 1936 : Le Mort qui marche (The Walking Dead) de Michael Curtiz : Nancy
- 1936 : La Fille de Dracula (Dracula's Daughter) de Lambert Hillyer : Janet
- 1936 : Murder by an Aristocrat de Frank McDonald : Sally Keating
- 1936 : The Final Hour (en) de D. Ross Lederman : Flo Russell
- 1936 : Alibi for Murder de D. Ross Lederman : Lois Allen
- 1936 : Legion of Terror de Charles C. Coleman : Nancy Foster
- 1950 : Bunco Squad (en) de Herbert I. Leeds : Barbara Madison

### Télévision
- 1952 : The Secret et The Brocken Chord, épisodes de la série télévisée Fireside Theater (en)